# 圣安德烈德拉罗什
圣安德烈德拉罗什（法語：Saint-André-de-la-Roche，法語發音：[sɛ̃.t‿ɑ̃dʁe də la ʁɔʃ]）是法国滨海阿尔卑斯省的一个市镇，位于该省南部，尼斯市区东北，属于尼斯区。

## 地名
2001年以前，该市镇名为“圣安德烈德尼斯”（Saint-André-de-Nice）。

## 地理
圣安德烈德拉罗什（43°44'24"N, 7°17'16"E）面积2.86 平方千米，位于法国普罗旺斯-阿尔卑斯-蓝色海岸大区滨海阿尔卑斯省，该省份为法国东南部沿海省份，南濒地中海，西南至瓦尔省，西北接上普罗旺斯阿尔卑斯省，北部和东部与意大利接壤。
与圣安德烈德拉罗什接壤的市镇（或旧市镇、城区）包括：法利孔、尼斯、图雷特勒旺斯。
圣安德烈德拉罗什的时区为UTC+01:00、UTC+02:00（夏令时）。

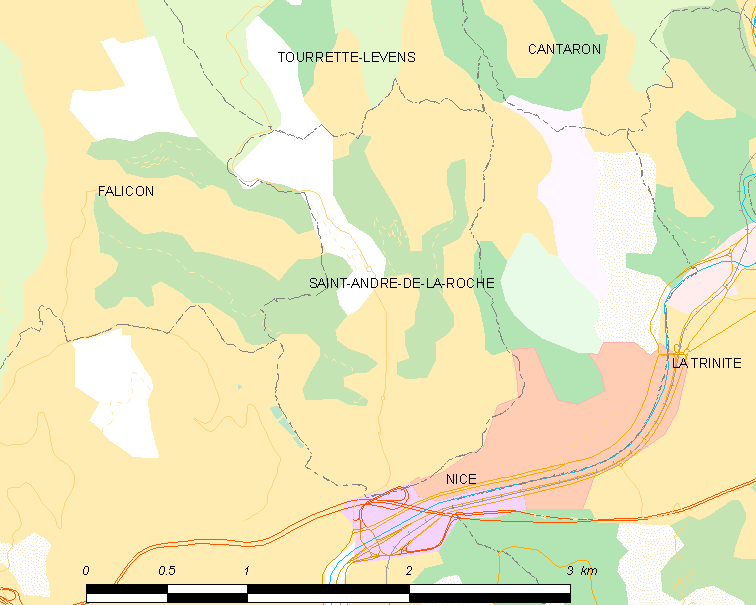
圣安德烈德拉罗什的OSM定位图

## 行政
圣安德烈德拉罗什的邮政编码为06730，INSEE市镇编码为06114。

## 政治
圣安德烈德拉罗什所属的省级选区为尼斯第七县。

## 人口

1962-2008年间圣安德烈德拉罗什人口变化图示

圣安德烈德拉罗什于2022年1月1日时的人口数量为5877人。